# Wengen (Dießen am Ammersee)
Wengen ist ein Dorf in der Gemarkung St. Georgen des Marktes Dießen am Ammersee im oberbayerischen Landkreis Landsberg am Lech.

## Geografie
Wengen liegt südwestlich des ehemaligen Gemeindeteils St. Georgen von Dießen am Ammersee und ist mit diesem inzwischen zusammengewachsen. Einen Kilometer westlich des Dorfes erhebt sich der Jungfernberg (694 m).

## Geschichte
Erstmals genannt wird Wengen 1127, der Ortsname stammt von althochdeutschen Wort für Grashang: Wang.
Südlich von Wengen befindet sich die ehemalige Burg Schönberg auf dem Schatzberg. Einige Dämme, Gräben und Mauerreste aus Tuff sind dort noch erkennbar. Bereits 1566 wird die Burg als Ruine dargestellt, 1664 wird sie endgültig abgetragen. 
Vom Mittelalter bis etwa 1800 befanden sich südlich von Wengen der Obere und Untere Wengener Weiher.
Wengen gehörte bis zur Säkularisation 1803 zum Kloster Dießen. 

## Sehenswürdigkeiten
In Wengen befindet sich die Kapelle St. Leonhard, sie wurde 1723 im Stil des Barock nach einer Viehseuche errichtet. Am Tag des hl. Leonhard (6. November) findet bei der Kapelle ein Leonhardiritt mit Pferdesegnung statt.
Oberhalb des Ortes befinden sich am Schatzberg (677 m) das Mechtildisbrünnlein von 1885 und die Burgkapelle von 1792.